# 洗手

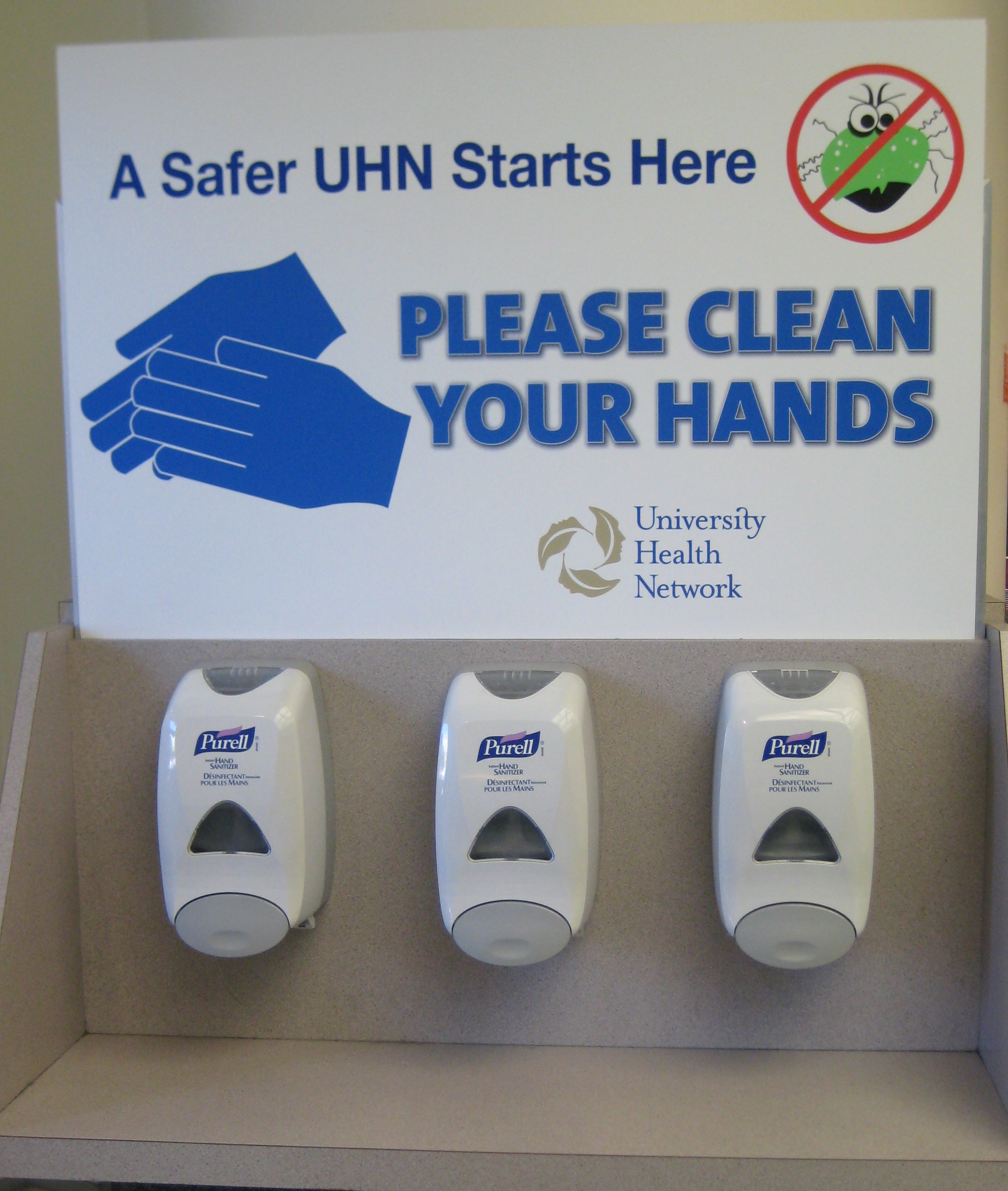
加拿大多倫多綜合醫院門口的洗手消毒液

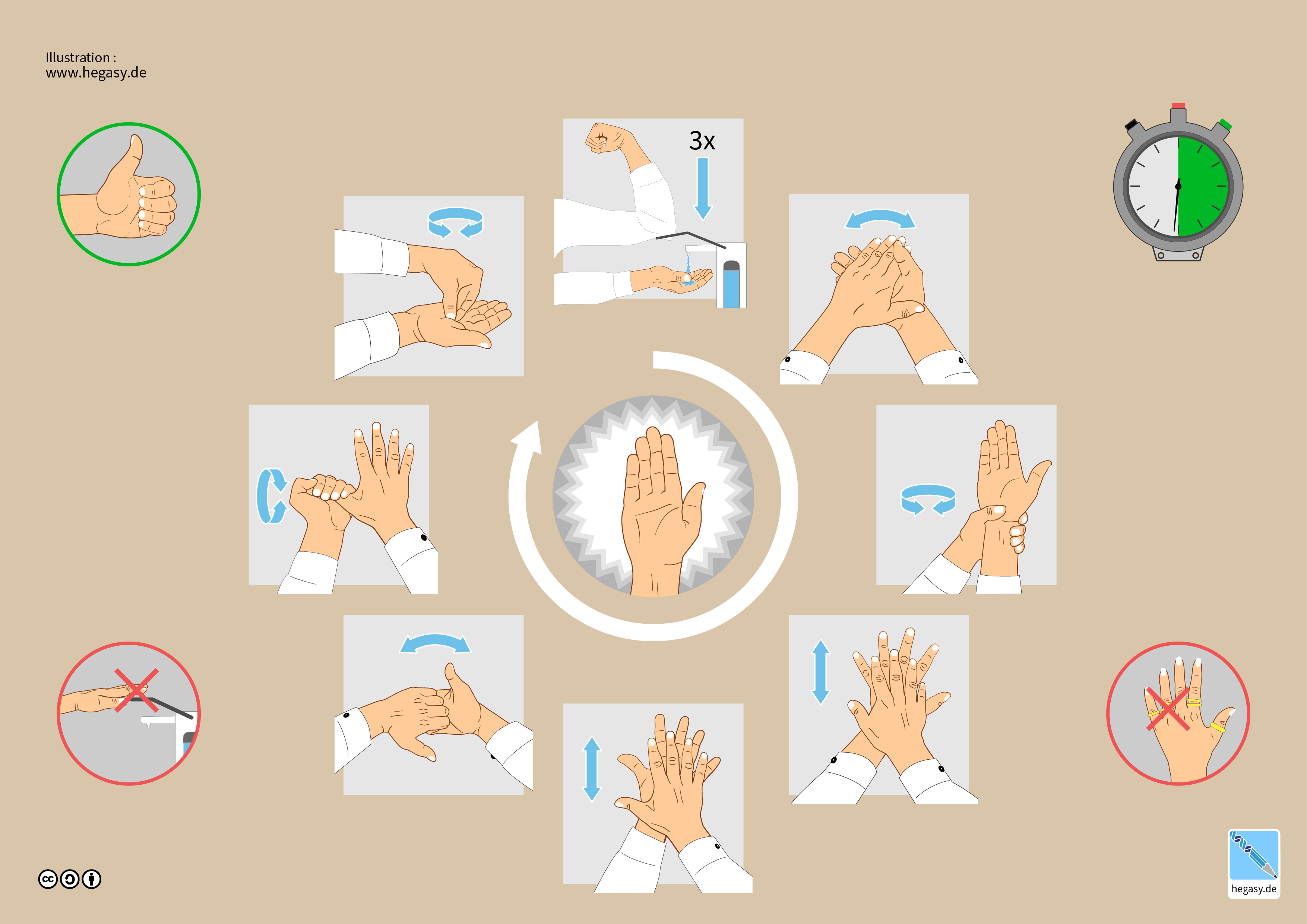
洗手（手部消毒）的程序，依據德國標準DIN EN 1500

洗手，是为了清除手上尘土、污垢和微生物而清洁手部的行为。洗手可以使用水、其他液体或者肥皂来完成，也可以不使用这些东西。某些地区没有自来水，人们可以打井来使用井水，也可以将雨水保存在水缸之类的容器中，需要的时候用瓢盛出来使用。有时在没有水源和肥皂的野外，人们会用木头燃烧剩下的草木灰来洗手。
洗手可以预防疾病及最大限度地减少疾病传播，主要医疗目的是清除可能伤害人体或导致疾病的病原体（包括细菌或病毒）和化学物质。洗手对于从事医疗工作以及食品加工工作的人尤其重要，同时对于公众来说，洗手也是重要的卫生习惯。
世界卫生组织在相关文件中使用“洗手五时机”教导医护人员更好的利用洗手保护自己，五时机依次是：
- 接触病人前。
- 执行清洁/无菌操作前。
- 暴露于病人体液后。
- 接触病人后。
- 接触病人周遭环境后。

十九世紀匈牙利婦產科醫生伊格納茲·塞麥爾維斯（匈牙利語：Semmelweis Ignác Fülöp）首先提倡醫生接生前要洗手，进而降低產婦在產後感染致死的風險。

## 步驟

### 洗手五步驟
濕：將雙手淋濕，並沾滿清潔液

搓：將雙手搓洗乾淨

沖：用水將清潔液沖洗乾淨

捧：捧起水將沾上清潔液的地方沖乾淨

擦：將雙手擦乾

### 七字訣
1. 內：將雙手手心互相搓洗。

2. 外：仔細搓洗手背。

3. 夾：十指交錯仔細搓洗指縫。

4. 弓：手指微微弓起，讓手指背與手心互相搓揉。

5. 大：別忽略搓洗大拇指與虎口處。

6. 立：指尖容易藏污納垢，可與手心互相搓揉。

7. 腕：手腕處若有手錶、飾品可先取下，洗手時連手腕一併搓洗。

## 相關
- 世界洗手日
- 酒精搓手液
- 刷手
- 烘手機
- 洗手台

## 扩展阅读
- Miryam Z. Wahrman. . ForeEdge. 2016. ISBN 978-1611689174.